# Karl Neitzel
Karl Neitzel (* 30. Januar 1901 in Kolberg; † 13. November 1966 in Kiel) war ein deutscher Kapitän zur See der Kriegsmarine. Er war auch U-Boot-Kommandant der Kriegsmarine im Zweiten Weltkrieg.

## Leben
Karl Neitzel trat am 1. April 1923 als Seeoffizieranwärter in die Reichsmarine ein. Ab 1. November 1924, ab 1. April 1924 als Kadett, diente er auf der Berlin und war vom 1. April 1925 mit seiner Beförderung zum Fähnrich zur See bis 25. September 1927 (Beförderung zum Oberfähnrich zur See am 1. Mai 1927) an der Marineschule Flensburg-Mürwik. Er besuchte zeitgleich einen Lehrgang an der Torpedo- und Nachrichtenschule. Vom 5. Januar 1928 bis 1. Januar 1929 war er als Leutnant zur See (Beförderung am 1. Oktober 1927) auf der Elsaß. Als Kompanieoffizier war er, ab 1. Juli 1929 Oberleutnant zur See, anschließend bis 14. November 1929 bei der I. Schiffstammdivision der Ostsee und dann bei der I. Marine-Artillerie-Abteilung. In gleicher Position war er vom 1. Oktober 1930 bis 1. November 1931 bei der Sperrkompanie und war zusätzlich Kommandant im Sperrverband. Als Erster Wachoffizier kam er auf das Minensuchboot M 126 unter Kapitänleutnant Heinrich Bramesfeld bei der 1. Minensuch-Halbflottille. Ab 4. November 1932 diente er als Erster Wachoffizier in der gleichen Flottille auf M 98. Am 1. April 1935 wurde er Kapitänleutnant.
Vom 1. Oktober 1935 bis 22. September 1936 war er bei der 1. Minensuchflottille Kommandant von M 75. Anschließend war er Führer der 2. Ausbildungskompanie der III. Schiffsstammdivision der Ostsee und blieb dies bis 9. Februar 1938.
Von Februar 1938, ab 1. April 1939 Korvettenkapitän, bis November 1939 war er Einstellungsoffizier im Stab des 2. Admirals der Ostsee. Im Dezember 1939 übernahm er die 1. Minensuchflottille und blieb bis März 1941 deren Chef. In dieser Position erhielt er am 23. März 1940 das Eiserne Kreuz. Anschließend absolvierte er bis Oktober 1941 eine Unterseebootsausbildung und wurde mit der Indienststellung des Bootes Kommandant von U 510. Mit U 510 führte er drei Feindfahrten durch und konnte dabei fünf Schiffe mit über 28.000 BRT versenken und beschädigte sieben Schiffe mit über 49.000 BRT. Thomas und Wegmann führen aus, dass U 510 am 9. März 1943 (dritte Feindfahrt) den „wohl erfolgreichsten Einzel-Einsatz eines U-Bootes gegen den Sydney–USA–Konvoi BT.6“ durchführte, wobei dabei acht Schiffe torpediert wurden. Am 27. März 1943 erhielt er für das Kommando von U 510 als 86. Soldat der U-Boot-Waffe das Ritterkreuz des Eisernen Kreuzes verliehen und wurde am 1. April 1943 zum Fregattenkapitän befördert. Im Mai 1943 gab er das Kommando ab. Er wurde zur Verfügung gesetzt und beurlaubt.
Von August 1943 bis Dezember 1943 war er in Vertretung Chef der 25. U-Flottille. Am 1. Dezember 1943 wurde er zum Kapitän zur See befördert.
Anschließend war er bis zur Auflösung im Februar 1945 Kommandeur der 2. U-Lehrdivision in Gotenhafen. Am 21. Januar 1945 hatte Admiral Hans-Georg von Friedeburg mit der Weisung Hannibal die Verlegung der 2. U-Boot-Lehrdivision nach Westen angeordnet. Auch die Wilhelm Gustloff, das Wohnschiff der 2. U-Lehrdivision, sollte sich an der Evakuierung beteiligen. Am 30. Januar 1945 (dem 50. Geburtstag des Namensgebers) legte sie gegen 13:10 Uhr mit schätzungsweise über 10.000 Menschen an Bord gemeinsam mit der Hansa in Gotenhafen ab. Das Auslaufen der Schiffe erfolgte auf Befehl Neitzels, ohne auf die Geleitsicherung der 9. Sicherungs-Division zu warten. Als Geleitschutz waren lediglich zwei Boote der U-Boot-Waffe eingesetzt, sodass statt vier Sicherungsfahrzeuge nur die Torpedoboote Löwe und TF 1 das Geleit absicherte. Unter den mehr als 10.000 Menschen waren über 900 Angehörige der 2. U-Lehrdivision. In der Nacht des gleichen Tages wurde die Wilhelm Gustloff von dem sowjetischen U-Boot S-13 versenkt. Da ein großer Teil ihres Personals dabei ums Leben gekommen war, wurde die 2. U-Lehrdivision Anfang Februar 1945 aufgelöst.
Ab Februar 1945 war Neitzel bis Kriegsende Kommandeur des Marine-Grenadier-Regiments 7 (mit zwei Bataillonen) der 2. Marine-Infanterie-Division. Mit der Division kämpfte er zwischen der Aller und der Weser. Lawrence Paterson gibt an, dass das von Neitzel geführte Regiment hinter den britischen Linien agierte und dabei in Nachteinsätzen u. a. die britische 53rd (Welsh) Infantry Division angriff. Anfang April 1945 wird er Kampfkommandant von Verden, welches später zu einem „festen Platz“ erklärt wird. Einheiten der britischen 53rd (Welsh) Infantry Division befreiten später am 18. April 1945 die Stadt. Am 9. April 1945 hatte er noch unter Androhung von Standgerichten versucht Plünderungen des Verpflegungsmagazins der Stadt zu verhindern. Am 13. April 1945 werden in Verden die Brücken gesprengt. Vier Tage später verließ Neitzel mit dem Stab des Regiments Verden und weicht nach Visselhövede aus. Teile des Regiments kämpfen weiterhin gegen die britischen Truppen. Das Regiment wurde letztendlich aufgerieben.
Nach dem Krieg kam er in Kriegsgefangenschaft, aus welcher er am 23. Januar 1946 entlassen wurde.